# Sheshonq II
Sheshonq II va ser un rei (o faraó) de la dinastia XXII d'Egipte. És l'únic faraó d'aquesta dinastia la tomba del qual no va ser saquejada antigament. La seva tomba es va trobar el 1939 a Tanis, dins del mausoleu de Psusenes I. La va descobrir l'egiptòleg francès Pierre Montet, descobridor de les restes de Pi-Ramsès, la capital dels faraons ramèssides, que havien estat traslladades a Tanis probablement durant el tercer període intermedi.